# Charles-François Charton
Pour les articles homonymes, voir Charton.
Charles François Charton, né le 16 novembre 1765 à Boucq (Meurthe-et-Moselle), mort le 12 septembre 1796 au combat de Castellaro (Castel d'Ario, Italie), est un général de brigade de la révolution française.

## États de service
Il entre en service le 15 juillet 1789, à la garde nationale de Versailles. Il est nommé sous-lieutenant au 28e régiment d'infanterie le 12 janvier 1792, et lieutenant le 20 août suivant, il est employé à l'armée des Alpes. Il prend part aux combats du Moulinet du 9 et 12 mars 1793, aux deux combats et à la prise du camp de Lauthion des 8 et 12 juin 1793.  Il participe à la retraite du Belvédère, au combat de Saint-Martin-de-Lantosca le 8 septembre et enfin le 22 octobre 1793, au combat d'Utelle, où il est très gravement blessé d'une balle dans la région épigastrique.
À peine rétabli, il assiste au siège de Toulon et il est nommé adjudant général chef de bataillon par les représentants du peuple le 30 frimaire an II (20 décembre 1793). Le 12 fructidor an II (29 août 1794), il est affecté à l'armée d'Italie. Il est promu général de brigade provisoire le 7 prairial an III (26 mai 1795), il prend le commandement à Marseille du 2e arrondissement de la 1re division de la côte et il est confirmé dans son grade le 18 prairial an III (6 juin 1795) .
Il meurt au combat de Castellaro le 26 fructidor an IV (12 septembre 1796) ,.

## Hommages
- Son nom est gravé sur l’arc de triomphe de l'Étoile, 28e colonne.
- son nom est inscrit sur les tables historiques du château de Versailles[3].

## Sources
- Jacques Charavay, Les Généraux morts pour la patrie : 1792-1871 ; notices biographiques, Paris, Société de l’histoire de la Révolution française, 1893
- http://www.napoleon-series.org/research/frenchgenerals/c_frenchgenerals8.html
- François René Jean de Pommereul, Campagne du général Buonaparte en Italie, pendant les années IV. et V. de la République Française, Plassan & Bernard, janvier 1797, 382 p. (lire en ligne), p. 143.
- Galeries historiques du Palais de Versailles, Imprimerie royale, janvier 1840, 468 p. (lire en ligne), p. 66.